# 岩崎ノ鼻灯台
岩崎ノ鼻灯台（いわさきのはなとうだい）は、富山県高岡市伏木国分8-36の岩崎ノ鼻に立つ灯台。1951年（昭和26年）5月30日に初点灯。初点記念銘板には「岩﨑鼻燈台」と記載されている。

## 概要
伏木海上保安部が管理する灯台で、フレネルレンズにより約37㎞先まで光を照らすことが出来る。灯台のある高台には桜が植樹されており、バルコニーからは伏木港や立山連峰を望むことが出来る。2017年（平成29年）には日本ロマンチスト協会から富山県内で唯一『恋する灯台』の認定を受けた。
コロナ禍以前は、毎年春に灯台内部が一般公開されていた。
高岡市の住民により、この灯台の主題歌が作られている。また、2022年（令和4年）にはこの灯台を擬人化したキャラクターが制作された。ボイスドラマが配信されており、担当声優は河内孝博で、服部想之介が語り部役を務める
。